# Kingman (Kansas)
Kingman – miasto w Stanach Zjednoczonych, w stanie Kansas, w hrabstwie Kingman.